# Chiesa di San Francesco da Paola (Altamura)
La chiesa di San Francesco da Paola è una chiesa cattolica situata su corso Federico II di Svevia ad Altamura. Inizialmente chiamata chiesa di Santa Maria del Soccorso, è annessa all'antico monastero di Santa Maria del Soccorso ed è stata realizzata agli inizi del XVIII secolo per volontà dell'arciprete Baldassare de Lerna.

## Descrizione
La chiesa non è altro che un ampliamento di un antico complesso religioso risalente al XVI secolo, la chiesa del monastero della Clarisse, caratterizzata da una semplice facciata. Si affaccia sul corso principale della città. L'edificio precedente fatto realizzare dalle suore contestualmente all'erezione dell'attiguo convento. Successivamente la chiesa assunse l'intitolazione a san Francesco da Paola.
La chiesa è sormontata da una cupola e riceve luce dalle finestre polilobate poste sui muri perimetrali.

### Facciata
Il prospetto principale è, del tutto, disadorno e definita da quattro paraste con dei capitelli ionici; si sviluppa in altezza attraverso i due campanili della chiesa che sono paralleli a quelli della Cattedrale vicina. Al centro si apre una finestra polilobata e in basso il portale d'ingresso con una cornice modanata.

### Interno
L'interno della chiesa è a pianta esagonale con una navata centrale e delle cappelle laterali. Si differenzia dalle tipologie architettoniche dell'Ordine francescano e sembra allinearsi con lo studio di iconografie centriche e che gli architetti napoletani stavano studiando sin dalla fine del XVI secolo. Gli antichi matronei hanno delle finestre a graticci esagonali in legno. L'altare principale è intagliato in marmo e contiene il dipinto della Vestizione di Santa Chiara di Andrea Miglionico. Sul presbiterio si trovano inoltre l'altare e l'ambone, aggiunti nel 2000, per l'adeguamento liturgico.
A destra e a sinistra vi sono due altari lignei, provenienti dalla distrutta chiesa di san Francesco d'Assisi, contenenti le statue lignee di san Francesco da Paola e di sant'Anna con la Vergine bambina. La pavimentazione è composta di mattoni in marmo.

## Restauri
Nella seconda metà del XIX secolo la chiesa ha subito molti interventi che ne hanno cambiato l'aspetto: gli antichi altari delle cappelle laterali sono stati sostituiti da altari lignei con statue del santo titolare e Sant'Anna, dello scultore di Altamura Nicola Altieri, provenienti dalla distrutta chiesa di San Francesco dei Frati Minori. Nei lavori di restauro dell'inizio del 2012 è stata rinvenuta una fontana-cisterna medioevale attualmente in fase di approfondimenti. Nel 2022 viene invece realizzato l'ultimo restauro, dedicato al rifacimento della facciata.